# Ntumbaw
Ntumbaw (ou Ntumbo) est un village du Cameroun situé dans la commune de Ndu. Il est rattaché au département du Donga-Mantung, dans la région du Nord-Ouest.

## Histoire
Le 14 février 2020, lors de la crise anglophone au Cameroun, 23 civils, dont 15 enfants, sont tués par des éléments de l'armée camerounaise, accompagnée de milices Mbororos dans un quartier du village. 

## Géographie
Ntumbaw est situé au sud de la commune de Ndu. Le village est au sud de Sehn et à l’est de Mbundu.
La rivière Mantumbaw prend sa source dans la commune de Bui et traverse Ntumbaw.

## Climat
Le climat, de type soudano-guinéen, est marqué par deux saisons et une pluviométrie unimodale. Durant la saison sèche, de novembre à mi-mars, les précipitations sont moindres, en particulier pendant les mois de janvier et février où les précipitations atteignent des valeurs proches de zéro. Pendant la saison des pluies, les précipitations dépassent parfois 400 mm par mois, en particulier en juillet, août et septembre. Chaque année, les précipitations vont de 1 300 à 3 000 mm, avec une moyenne de 2 000 mm.

## Population
En 1970, le village comptait 2 125 habitants.
Le Bureau central des recensements et des études de population (BCREP) a réalisé un recensement en 2005, qui évaluait à 5 203 le nombre d'habitants; ce chiffre inclut 2 493 hommes et 2 710 femmes.
Le village de Ntumbaw fait partie, avec les villages de Rong et Sop, de la chefferie Warr. Les gens de Warr (les Wiwarrs) se sont installés à Mbirbo, dans le village de Mbot (Nkambe Central) après être arrivés de Kimi. Pendant leur séjour à Mbirbo, ils ont vécu harmonieusement en famille jusqu'à ce que leur premier chef décède. En désaccord sur sa succession, les conflits qui s'ensuivirent entraînèrent des mouvements dans divers directions. Des groupes se sont installés dans la région du Ndu (Ntumbaw, Sop et Njirong). Depuis leurs arrivées à ces endroits, seuls les habitants de Sop ont déménagé vers Bamoum dans la région de l'ouest avant de revenir au XIXe siècle à Sop.

## Économie

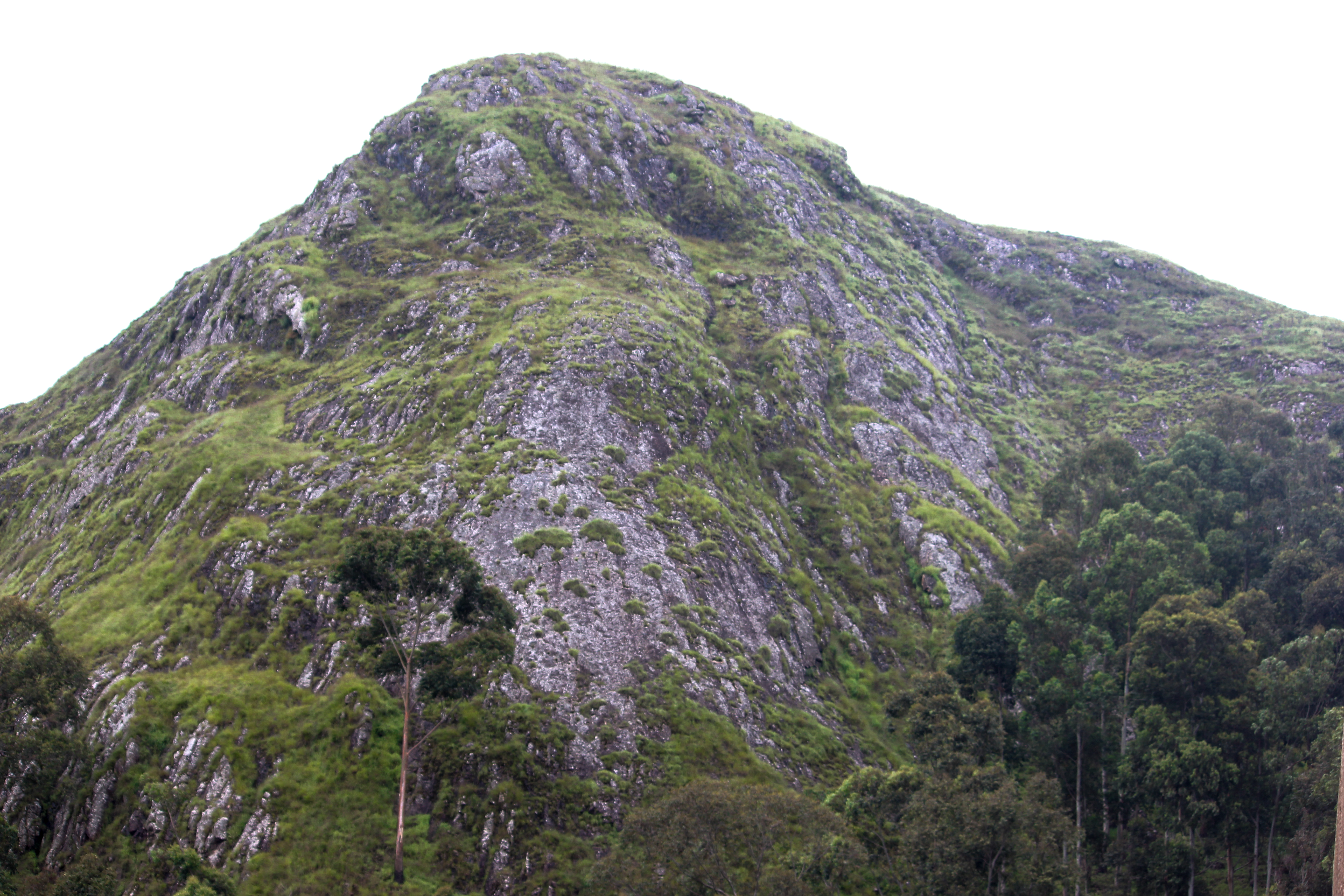
La montagne Ntumbaw dome dans le Nord-ouest cameroun

Plus de 90 % des villageois de la commune de Ndu vivent de l’agriculture. La diversité des sols de la région permet de cultiver une grande variété de produits. Ainsi on peut trouver de la culture d’huile de palme et de riz en basse altitude et des plantations de pomme de terre irlandaise en haute altitude. Les autres cultures fréquentes incluent le thé, l’huile de palme, les plantations de café, de riz, de maïs, de haricots, de pommes de terre, d'ignames ainsi que de bananes plantains. Divers systèmes de production agricole sont employés, parmi lesquels la jachère, la culture mixte, la monoculture, la culture continue et l'agriculture commerciale.
L’élevage est une activité structurante de la commune. Les bovins, chevaux, chèvres, moutons et volailles y sont nombreux. Il y a un marché dans le village.

## Système éducatif
Le village comprend sept écoles primaires, la CBC Ntumbaw, la CS Ntumbaw, la GS Ngarboh I, la GS Ngarboh II, la GS Ntumbaw, l’IPS Ntumbaw, et l’OKK Ntumbaw.
Il y a aussi deux établissements d’enseignement secondaire, la Islamic SS Ntumbaw et la GHS Ntumbaw.

## Accès à l’électricité
Ntumbaw est un des six villages à être alimentés en électricité. Le village a trois transformateurs.

## Santé et hôpitaux
Ntumbaw comprend un centre de soins, le Ntumbaw IHC.

## Réseau routier
Ntumbaw est relié aux villages de Kakar, Mbandung, Sop et Ntaba par une route rurale. Une seconde route passe par les villages de Ndu, Njilah, Wowo et Sehn. Ntumbaw est aussi relié à Njirong, Ngarbar, Mbawrong, Ngfu et Sinna.